# Nassicola
Nassicola is een geslacht van uitgestorven weekdieren uit de klasse van de Gastropoda (slakken). Exemplaren van dit geslacht zijn slechts als fossiel bekend.

## Soorten
- Nassicola cingulifera (Marwick, 1931) †
- Nassicola compacta (Suter, 1917) †
- Nassicola contracta (Finlay, 1926) †
- Nassicola finlayi Beu & Maxwell, 1990 †
- Nassicola nassa (Finlay, 1926) †
- Nassicola speighti (Marwick, 1932) †
- Nassicola sublurida (P. Marshall, 1917) †
- Nassicola ultima Beu, 1973 †